# ملعب خيسوس برموديز
ملعب خيسوس برموديز هو ملعب متعدد الأغراض في أورورو، بوليفيا. وهو يستخدم حاليا أساسا لمباريات كرة القدم وأحيانا أيضا لألعاب القوى. ويستوعب الاستاد 33،795 شخصاً.